# 阿地米屈
阿地米屈是一种含氮有机化合物，分子式C
13H
26N
2O
4，是壬二酸的酰乙醇胺衍生物，有抗炎症活性。